# Pioneer (utwór muzyczny)
Pioneer – utwór węgierskiego piosenkarza Gábora „Freddiego” Fehérváriego, wydany w formie singla w 2016. Piosenkę napisali Zé Szabó, Borbála Csarnai.
Freddie opowiedział o znaczeniu piosenki, mówiąc: Piosenka opowiada o naszych wewnętrznych rozterkach, z którymi musimy mierzyć się każdego dnia, zaś wszystkie odpowiedzi skryte są w nas. Prawdziwy pionier stawia czoła problemom i bierze pełną odpowiedzialność za swoje decyzje..
Utwór został zakwalifikowany do programu A Dal 2016, pomyślnie przeszedł przez kolejne etapy eliminacyjne i dostał się do finału, w którym zwyciężył po zdobyciu największego poparcia telewidzów, dzięki czemu został wybrany na propozycję reprezentującą Węgry w 61. Konkursie Piosenki Eurowizji organizowanym w Sztokholmie. Zajął 19. miejsce w finale konkursu.
Utwór dotarł do pierwszego miejsca krajowej listy przebojów.

## Lista utworów
Digital download
1. „Pioneer” – 3:00

## Notowania na listach przebojów
| Kraj  | Lista (2016)   | Najwyższe miejsce |
| ----- | -------------- | ----------------- |
| Węgry | Singles Top 40 | 1                 |